# Estūnābād
Estūnābād (persiska: اِستينُوا, Estīnavā, استينوا, استون آباد) är en ort i Iran.   Den ligger i provinsen Golestan, i den norra delen av landet, 250 km öster om huvudstaden Teheran. Estūnābād ligger 107 meter över havet och antalet invånare är 570.
Terrängen runt Estūnābād är varierad. Runt Estūnābād är det ganska tätbefolkat, med 75 invånare per kvadratkilometer. Närmaste större samhälle är Now Kandeh, 4,0 km nordväst om Estūnābād. I omgivningarna runt Estūnābād växer i huvudsak blandskog.